# 施塔特瓦爾德湖
53°6′42″N 8°49′47″E / 53.11167°N 8.82972°E
施塔特瓦爾德湖（德語：Stadtwaldsee），是德國的湖泊，位於該國西北部，由不來梅州負責管轄，處於不來梅大學附近，面積0.28平方公里，最大水深16.5米，湖岸線長度1.9公里。